# Epsilon Cancri
 (juin 2023).
La mise en forme du texte ne suit pas les recommandations de Wikipédia : il faut le « wikifier ».
Les points d'amélioration suivants sont les cas les plus fréquents. Le détail des points à revoir est peut-être précisé sur la page de discussion.
- Les titres sont pré-formatés par le logiciel. Ils ne sont ni en capitales, ni en gras.
- Le texte ne doit pas être écrit en capitales (les noms de famille non plus), ni en gras, ni en italique, ni en « petit »…
- Le gras n'est utilisé que pour surligner le titre de l'article dans l'introduction, une seule fois.
- L'italique est rarement utilisé : mots en langue étrangère, titres d'œuvres, noms de bateaux, etc.
- Les citations ne sont pas en italique mais en corps de texte normal. Elles sont entourées par des guillemets français : « et ».
- Les listes à puces sont à éviter, des paragraphes rédigés étant largement préférés. Les tableaux sont à réserver à la présentation de données structurées (résultats, etc.).
- Les appels de note de bas de page (petits chiffres en exposant, introduits par l'outil «  Source ») sont à placer entre la fin de phrase et le point final[comme ça].
- Les liens internes (vers d'autres articles de Wikipédia) sont à choisir avec parcimonie. Créez des liens vers des articles approfondissant le sujet. Les termes génériques sans rapport avec le sujet sont à éviter, ainsi que les répétitions de liens vers un même terme.
- Les liens externes sont à placer uniquement dans une section « Liens externes », à la fin de l'article. Ces liens sont à choisir avec parcimonie suivant les règles définies. Si un lien sert de source à l'article, son insertion dans le texte est à faire par les notes de bas de page.
- La présentation des références doit suivre les conventions bibliographiques. Il est recommandé d'utiliser les modèles {{Ouvrage}}, {{Chapitre}}, {{Article}}, {{Lien web}} et/ou {{Bibliographie}}. Le mode d'édition visuel peut mettre en forme automatiquement les références.
- Insérer une infobox (cadre d'informations à droite) n'est pas obligatoire pour parachever la mise en page.

Pour une aide détaillée, merci de consulter Aide:Wikification.
Si vous pensez que ces points ont été résolus, vous pouvez retirer ce bandeau et améliorer la mise en forme d'un autre article.
Epsilon Cancri (ε Cnc) est une étoile binaire de la constellation du Cancer. Sa magnitude apparente est de +6.29.

## Nomenclature
Meleph est le nom retenu pour Epsilon Cancri / ε Cnc par l’Union astronomique internationale (UAI). Introduit sous la forme Meelef au XIIe siècle par Platon de Tivoli, c’est l’arabe المعلف al-Miᶜlaf, « la Mangeoire », soit « le sac à fourrage que l’on pend au cou de la bête et dans lequel elle mange », calque du grec Φάτνη, « Mangeoire » dans les versions arabes de la Μαθηματική σύνταξις de Ptolémée, notamment celle d’al-Ḥağğāğ (812). Le nom a été popularisé sous la forme Mellef par Johann Bayer (1603). Différentes formes sont relevées par Richard Hinckley Allen (1899), et c’est finalement la forme Meleph qu’a choisie l’UAI.
Cette étoile porte aussi un nom Praesepe, « la Crèche », présent dans les Aratea d’Avienus (IVe siècle é. C.) adaptation du grec Φάτνη, « Mangeoire » chez Aratos, a repris sous la forme Presepe dans le Tables alphonsives (fin XIIIe siècle). Ce nom a fait son chemin dans les catalogues et a été noté par Richard Hinkley Allen, ce qui lui a permis d'être noté dans divers catalogues.
Autre appellation, venue de l’arabe cette fois, Alnatra. C’est l’arabe  النثرة al-Naṯra, aux significations diverses, qui est le nom de la VIIIe des (manāzil al-qamar) ou « stations lunaires », ce qui lui vaut de figurer dès l’an mil, dans les listes latines de ces stations, sous cette forme. Dans le ciel des Arabes, ce couple a ensuite été très tôt intégré dans la figure du Superlionet interprété comme « le Canal subnasal [du Lion] ». Riccioli donne Elnatret pour Aselli [soit γδ Cnc], ce qui est relevé par Richard Hinckley Allen.